# Bahnhof Vaihingen (Enz)
Bahnhof Vaihingen vasútállomás Németországban, Vaihingen an der Enz tartományban. A német vasútállomás-kategóriák közül a negyedik csoportba tartozik.

## Vasútvonalak
Az állomást az alábbi vasútvonalak érintik:
- Mannheim–Stuttgart nagysebességű vasútvonal
- Westbahn

## Kapcsolódó állomások
A vasútállomáshoz az alábbi állomások vannak a legközelebb:
- Stuttgart Hauptbahnhof
- Bahnhof Illingen
- Mühlacker vasútállomás
- Mannheim Hauptbahnhof